# 홍산향교 은행나무
홍산향교 은행나무는 충청남도 부여군 홍산면에 있다. 2006년 12월 29일 부여군의 향토문화유산 제84호로 지정되었다.